# 전투지휘훈련단
전투지휘훈련단(戰鬪指揮訓練團, Battle Command Training Program Group, 약칭 BCTP단)은 사단·군단급 전투지휘 훈련을 담당하는 대한민국 육군 육군본부 산하 단급 부대이다.